# William Hunter (botânico)
William Hunter (Montrose, Angus, 1755 — Jakarta, dezembro de 1812) foi um botânico escocês.